# Rezerwat przyrody Jezioro Turzycowe
Rezerwat przyrody Jezioro Turzycowe (kaszb. Jezoro Charztë) – florystyczny rezerwat na Pojezierzu Kaszubskim na obszarze Kaszubskiego Parku Krajobrazowego. Jest położony na terenie gmin Sierakowice i Kartuzy w powiecie kartuskim w województwie pomorskim. Został utworzony w 1959 roku na powierzchni 0,30 ha. W 1989 roku powiększono go do 11,39 ha.
Ochronie rezerwatu podlega dystroficzne jezioro śródleśne z otaczającą je połacią boru bagiennego i pobliskie torfowisko wysokie. Na terenie rezerwatu występuje około 30 gatunków roślin naczyniowych, 3 z nich podlegają ochronie ścisłej: bagno zwyczajne, rosiczka okrągłolistna i widłak jałowcowaty, natomiast 2 gatunki są objęte ochroną częściową: grążel żółty i kruszyna pospolita. Inne spotykane tu rośliny to: bażyna czarna, borówka bagienna, modrzewnica zwyczajna, przygiełka biała, turzyca bagienna, a także zagrożony wyginięciem torfowiec brunatny. W ostatnich latach trwa realizacja programu przywrócenia obszarowi rezerwatu stanowisk turzycy skąpokwiatowej – gatunku, dla ochrony którego rezerwat został utworzony.
Rezerwat znajduje się w granicach dwóch obszarów Natura 2000: Kurze Grzędy PLH220014 oraz Lasy Mirachowskie PLB 220008.
Przez obszar rezerwatu prowadzi turystyczny Szlak Wzgórz Szymbarskich.
Najbliższe miejscowości to Bącka Huta i Bukowo.